# リフューズ
リフューズ（英: Refuse）は、申し出などを拒否することを指す英語である。一般には、発生源でゴミとなるものを断ち、家にもゴミとなるものを持ち込まないことを指す言葉として、リデュース・リユース・リサイクルからなる「3R」とともに持続可能な社会に繋げるための目標「4R」「5R」「6R」などの一つに数えられる。1980年代中頃にアメリカ合衆国で「3R」の概念が提唱された頃に、NGOなどで「ゴミになるものは受け取らない」ことが大事だとして「4R」が重要だと主張する意見が出ていたとの記録がある。 

## リフューズの例
- 買い物時にはマイバックを持参して、レジ袋や過剰包装などを断る[3][4][8]。
- 詰め替え商品やバラ売りの商品などを消費するようにする[3][4]。
- 本当に必要な物以外を衝動買いしないようにする[9]。

## 実例
- 東京都青梅市では、3Rに加えて、ゴミの減量を呼びかけるリフューズを加えた「ごみ減量の4R」を呼びかける活動を行っている[10]。
- 神奈川県相模原市では、3Rに1R（リフューズ）を加えた4Rで、発生抑制の概念を浸透させる活動を行っている[11]。
- 宮崎県では、県が｢4Rアクションサポート事業｣と銘打ち、リフューズを含めた4Rの推進活動を行っている[12][13]。